# Stozzatrice

Esempio di stozzatrice verticale (Minganti)

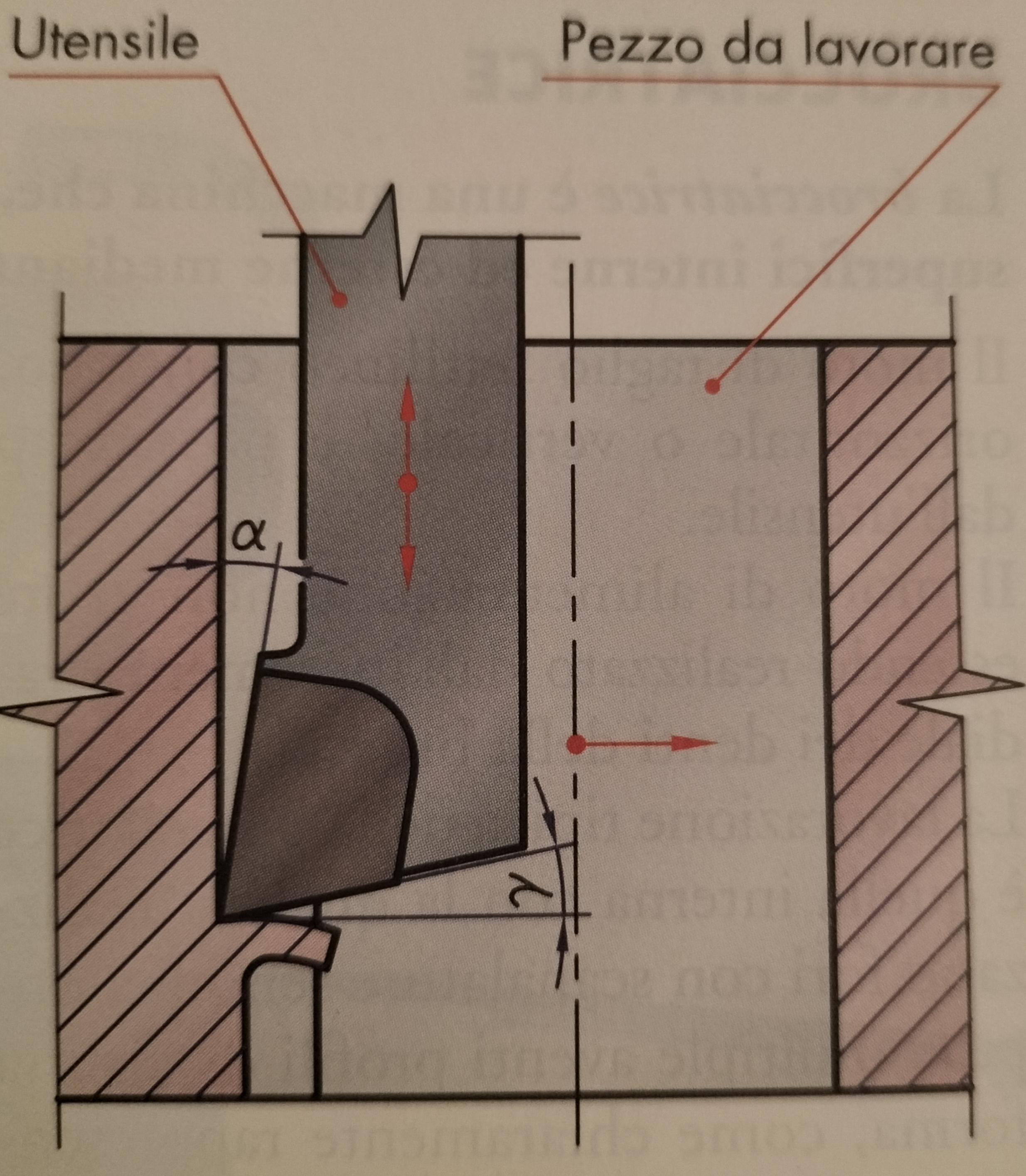
Modalità di lavoro dell'utensile nell'operazione di stozzatura.

La stozzatrice o mortasatrice è una macchina utensile ad asportazione di truciolo impiegata per lavorare superfici profilate, interne ed esterne con moto di taglio rettilineo alternato posseduto dall'utensile e moto di avanzamento affidato al pezzo.

## Storia

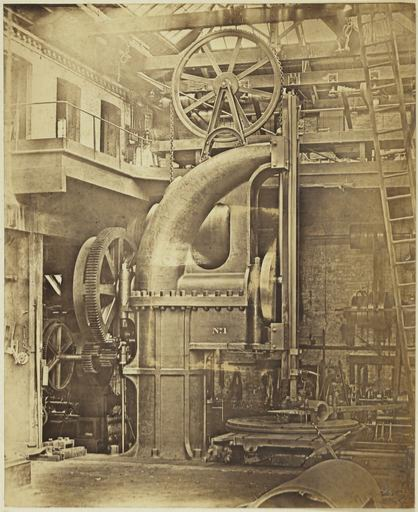
Stozzatrice a Glasgow durante la rivoluzione industriale

La stozzatrice nasce nel XIX secolo, in piena rivoluzione industriale, come evoluzione dell'alesatrice orizzontale. Le prime versioni erano azionate manualmente o tramite cinghie e pulegge con trasmissione da un albero motore.
Con il progresso della meccanica, le stozzatrici diventano più precise e robuste. Si diffondono nelle officine meccaniche e nelle fabbriche di armi e motori, per lavorare alloggiamenti di ingranaggi, mozzi e sedi per chiavette.
Intorno agli anni '50–'70 vengono realizzate stozzatrici motorizzate elettricamente, spesso con movimento a camme o sistemi idraulici per garantire maggiore forza e controllo. La stozzatrice diventa così uno strumento base nelle officine meccaniche tradizionali.
Con l’avvento delle macchine CNC, le stozzatrici tradizionali sono sempre meno usate, ma rimangono utili per alcune lavorazioni interne molto specifiche. Alcuni modelli moderni sono CNC e usano software CAD/CAM per lavorazioni automatiche.
In alcune zone d'Italia, la stozzatrice è anche chiamata "brocciatrice verticale", anche se tecnicamente sono due macchine diverse. Le prime stozzatrici italiane furono sviluppate da piccole officine nel Nord Italia, specializzate nella meccanica di precisione.

## Descrizione e funzionamento
Il funzionamento della macchina è simile a quello della limatrice, ma la slitta portautensile lavora con moto rettilineo alternato verticale invece che orizzontale, e con corsa più breve. La slitta può anche essere inclinata.
L'avanzamento è dato al pezzo fissato sulla tavola portapezzo, e può essere longitudinale, trasversale o circolare. La modalità di asportazione del truciolo sono del tutto simili a quelle della limatrice e della piallatrice.

## Applicazioni
La stozzatrice serve per piallare superfici interne di un foro o esterne comunque profilate. Una lavorazione tipica è quella di ricavare nei mozzi il taglio per la chiavetta di Woodruff e la linguetta.